# Perlodidae
Perlodidae es una familia de plecópteros que se compone aproximadamente de 30 géneros y unas 103 especies.

## Géneros
Isoperlinae Frison 1942
- - Calliperla Banks, 1948
  - Cascadoperla Szczytko & Stewart, 1979
  - Clioperla Needham & Claassen, 1925
  - Cosumnoperla Szczytko & Bottorff, 1987
  - Isoperla Banks, 1906
  - Kaszabia Raušer, 1968
  - Mesoperlina Klapálek, 1921

Perlodinae Klapálek 1909
- Arcynopterygini 
  - Arcynopteryx Klapálek, 1904
  - Frisonia Ricker, 1943
  - Megarcys Klapálek, 1912
  - Neofilchneria Zwick, 1973
  - Oroperla Needham, 1933
  - Perlinodes Needham & Claassen, 1925
  - Pseudomegarcys Kohno, 1946
  - Salmoperla Baumann & Lauck, 1987
  - Setvena Ricker, 1952
  - Skwala Ricker, 1943
  - Sopkalia Ricker, 1952
- Diploperlini Stark & Szczytko 1984
  - Afroperlodes Miron & Zwick, 1973
  - Baumannella Stark & Stewart, 1985
  - Bulgaroperla Raušer, 1966
  - Cultus Ricker, 1952
  - Diploperla Needham & Claassen, 1925
  - Hemimelaena Klapálek, 1907
  - Kogotus Ricker, 1952
  - Osobenus Ricker, 1952
  - Ostrovus Ricker, 1952
  - Pictetiella Illies, 1966
  - Remenus Ricker, 1952
  - Rickera Jewett, 1954
  - Stavsolus Ricker, 1952
- Perlodini Klapálek 1909
  - Aubertiana Zhiltzova, 1994
  - Besdolus Ricker, 1952
  - Chernokrilus Ricker, 1952
  - Dictyogenus Klapálek, 1904
  - Diura Billberg, 1820
  - Filchneria Klapálek, 1908
  - Hedinia Navás, 1936
  - Helopicus Ricker, 1952
  - Hydroperla Frison, 1935
  - Isogenoides Klapálek, 1912
  - Isogenus Newman, 1833
  - Levanidovia Teslenko & Zhiltzova, 1989
  - Malirekus Ricker, 1952
  - Oconoperla Stark & Stewart, 1982
  - Perlodes Banks, 1903
  - Perlodinella Klapálek, 1912
  - Protarcys Klapálek, 1912
  - Susulus Bottorff, Stewart & Knight, 1989
  - Tadamus Ricker, 1952
  - Yugus Ricker, 1952

sous famille indéterminée
- - Guadalgenus Stark, Gozalez del Tanago & Szczytko, 1986
  - Rauserodes Zwick, 1999
  - †Derancheperla Sinitshenkova, 1990 (fossiles)
  - †Isoperlodes Sinitshenkova, 1992 (fossiles)